# Henry Stacquet

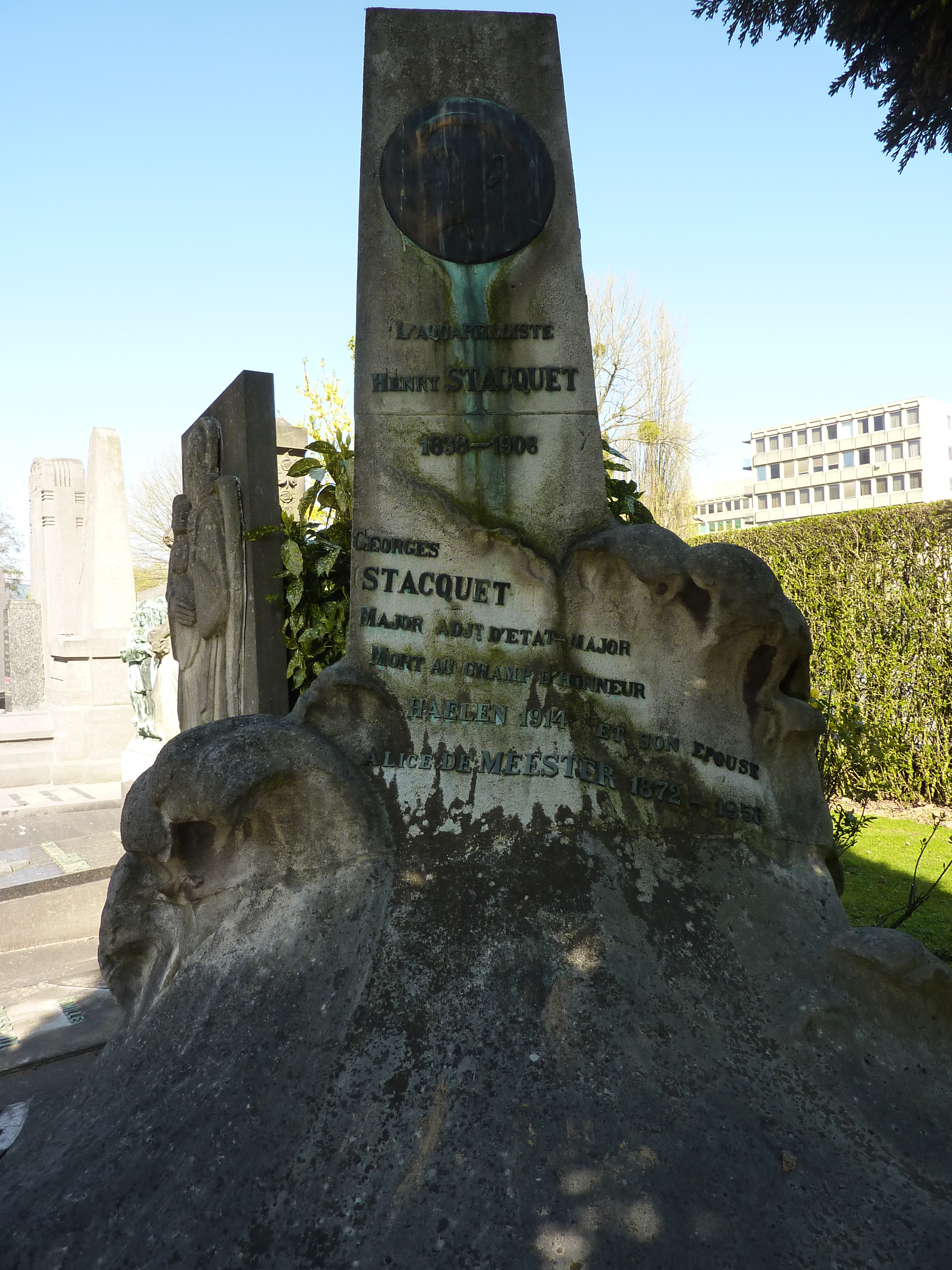
Begraafplaats op het kerkhof van Schaarbeek

Henry Stacquet (Brussel, 25 november 1838 - Schaarbeek, 20 november 1906) was een Belgische kunstschilder, gekend voor zijn marines, dorpsgezichten en interieurs.

## Levensloop
Hij was de zoon, in een arbeidersgezin van zes kinderen, van Melchior Victor Hugo Stacquet (1799-1886)  en van Marie Catherine Dussart. Zijn broer Adolphe Stacquet (1836-1883)  werd bankier.
Hij kreeg zijn artistieke opleiding aan de Academie van Brussel. Hij was aanvankelijk geen professionele kunstschilder, maar een beambte bij de Nationale Bank van België te Brussel. Hij bekwaamde zijn techniek door zijn vele contacten met artiesten uit zijn vriendenkring, zoals Hippolyte Boulenger, Alfred Verwee, Joseph Coosemans en Franz Courtens.
Hij debuteerde in 1870 onder een schuilnaam op tweeëndertigjarige leeftijd op het Salon van Gent. Hij schilderde in die periode bij voorkeur Kempense landschappen en gezichten van het Brabantse platteland. Later kwam hij veel langs de Belgische kust en in Nederland. Hij schilderde in die periode bij voorkeur marines, dorpsgezichten en interieurs. Zijn vele aquarellen vertonen vlugge impressionistische trekken.
Zijn debuut in 1870 was een succes en zijn aquarellen waren te zien op vele binnenlandse en buitenlandse tentoonstellingen, zoals de "Wereldtentoonstelling der Schoone Kunsten" ( 1894) en "Exposition d'Aquarelles, Pastels, Dessins, Gravures, et Sculptures", Antwerpen (1897).
Hij was een actief lid van de "Société Royale Belge des Aquarellistes" en nam deel aan veel tentoonstellingen van deze kunstkring. Hij werd trouwens in 1901 voorzitter ervan.
In 1875 was hij medestichter van "La Chrysalide", een Brusselse vereniging van eerder progressieve beeldende kunstenaars.
In 1906 stichtte hij samen met Fernand Khnopff, Frantz Charlet en Henri Cassiers de "Société Internationale de la peinture à eau".
In 1907 werd hij gehuldigd met een retrospectieve tentoonstelling in de Cercle Artistique et Littéraire (Brussel). In 1998 was ereen tentoonstelling met zijn doeken in het gemeentehuis van Schaarbeek.
Er bestaat een portret van hem, gemaakt door Lucien Wollès.

## Musea
- KMSK Antwerpen ("Kapel" en "Lezeres te Walcheren")
- Museum voor Schone Kunsten Gent: "Vissersboten bij onstuimig weer"
- Groeningemuseum Brugge: "Visserssloepen in Holland"
- Musée d'Orsay, Parijs: "Intérieur hollandais"